# سنجاب پرنده پشمالو
سنجاب پرنده پشمالو (نام علمی: Eupetaurus cinereus) نام یک گونه از تیره سنجاب است.